# 萨朗格普尔
萨朗格普尔（Sarangpur），是印度中央邦Rajgarh县的一个城镇。总人口32295（2001年）。

## 人口
该地2001年总人口32295人，其中男性16736人，女性15559人；0—6岁人口5964人，其中男3108人，女2856人；识字率55.17%，其中男性为64.23%，女性为45.43%。